# 巨鹿县
巨鹿县，古稱鉅鹿郡，是中华人民共和国河北省邢台市下辖的县。县人民政府驻巨鹿镇。

## 行政区划
巨鹿县下辖7个镇、3个乡：
巨鹿镇、王虎寨镇、西郭城镇、官亭镇、阎疃镇、小吕寨镇、苏家营镇、观寨镇、堤村乡和张王疃乡。

## 人口
截至2022年2月，鉅鹿縣總人口43萬。
鉅鹿縣常住人口中，漢族人口占99.96%，各少數民族人口占0.04%。少數民族主要有滿族、回族、土族、壯族、苗族等。

## 交通
- 230国道过境。

省道定魏线贯穿南北，邢德线横贯东西，邢衡高速东西横穿县境。2013年12月通车的邢黄铁路从境内通过。在巨鹿县境内孙河镇村设有巨鹿站。

## 特产
- 金银花
- 枸杞
- 串枝红杏
- 硬质白麦